# Maya Island Air
Maya Island Air — авиакомпания Белиза, выполняющая, пассажирские и грузовые перевозки.

## История
Авиакомпания была основана в 1962 году под именем Maya Airways. Maya Island Air стала заменой авиакомпании British Honduras Airways, которая прекратила существование в 1961 году. 
1 декабря 1997 года авиакомпании Maya Airways и Island Air объединились в Maya Island Air.

## Флот
Флот авиакомпании состоит из 13 самолётов:
- 8 Cessna 208 Caravan
- 3 Britten-Norman Islander
- 1 Cessna 182 Skylane
- 1 Gippsland Airvan

В 2009—2011 годах авиакомпания брала в аренду самолёты ATR-72.

## Направления полётов
Регулярные рейсы выполняются внутри Белиза.
Кроме того авиакомпания выполняет чартерные рейсы в Гватемалу и Гондурас.